# BMW S55
Il BMW S55 è un motore a scoppio a benzina prodotto a partire dal 2014 dalla casa automobilistica tedesca BMW.

## Descrizione

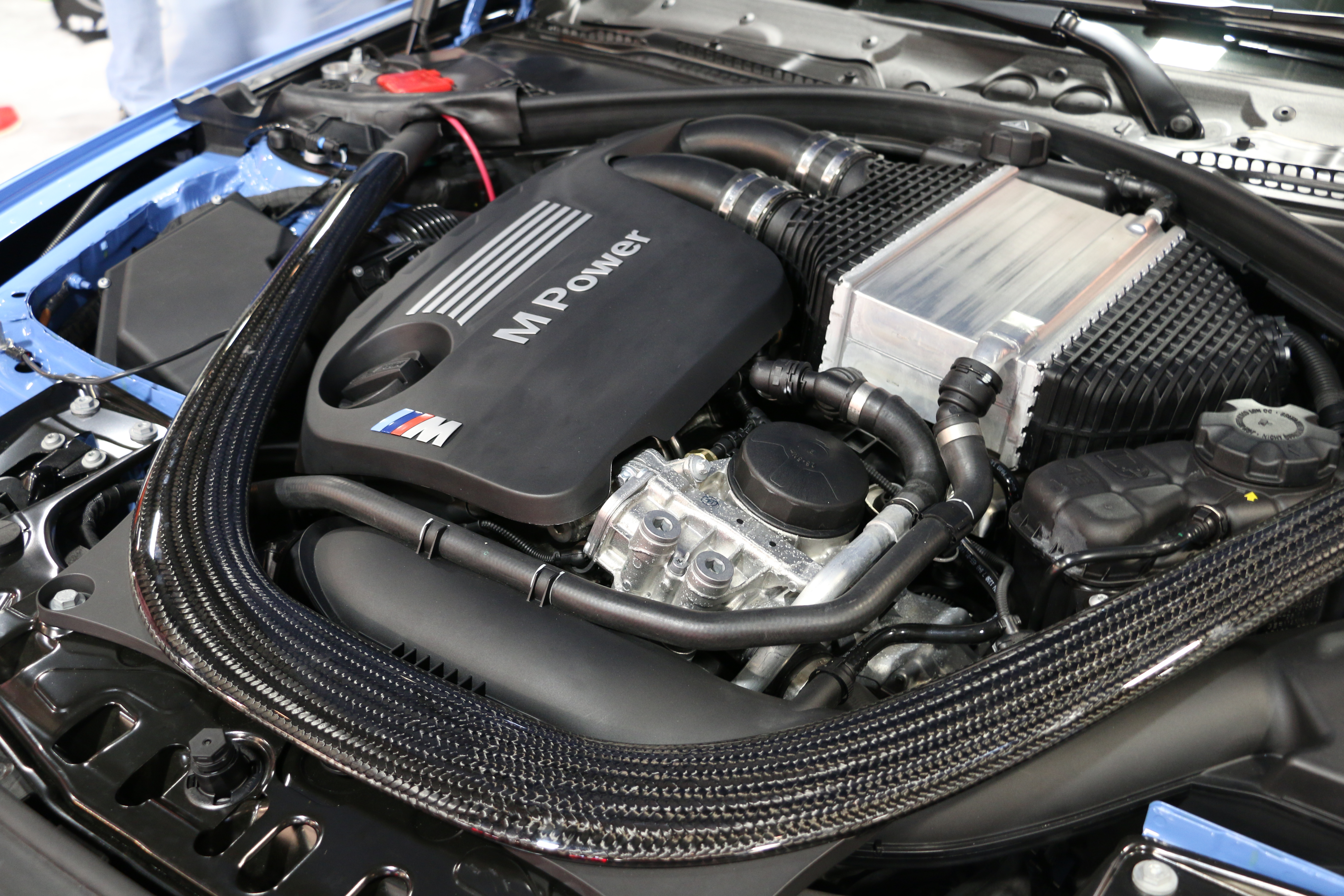
Vista di un motore BMW S55 montato su una M3 F80

Si tratta di un motore ad altissime prestazioni, destinato ad equipaggiare i modelli di punta della Serie 3 e della Serie 4, ossia la M3 berlina (04/2014-05/2018) e la M4 coupé e cabriolet (04/2014–06/2019). Si tratta inoltre di un motore completamente nuovo, progettato partendo da un foglio bianco, anche se a prima vista potrebbe sembrare derivato dal 3 litri N55, in quanto ne condivide le caratteristiche dimensionali da 3,0 litri e l'architettura di base a 6 cilindri in linea turbo.

### Caratteristiche principali

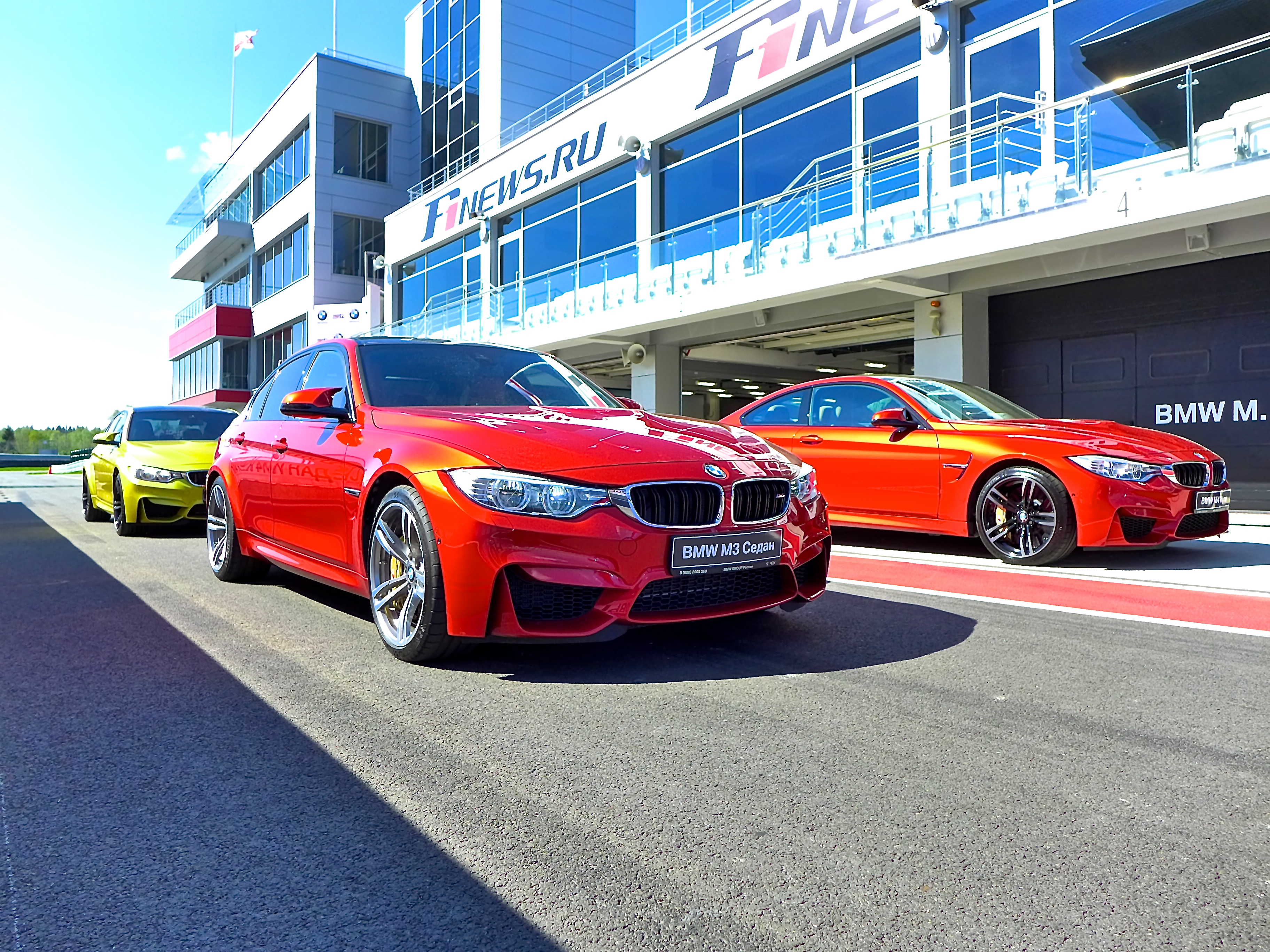
Una BMW M3 e BMW M4 del 2014 dotate del motore BMW S55

Il motore S55 è infatti un 6 cilindri in linea la cui cilindrata di 2979 cm³ scaturisce, come nel motore N55, dalle misure di alesaggio e corsa pari ad 84x 89,6 mm. Le analogie con il motore N55 si limitano praticamente solo a questo: il resto è tutto nuovo. 

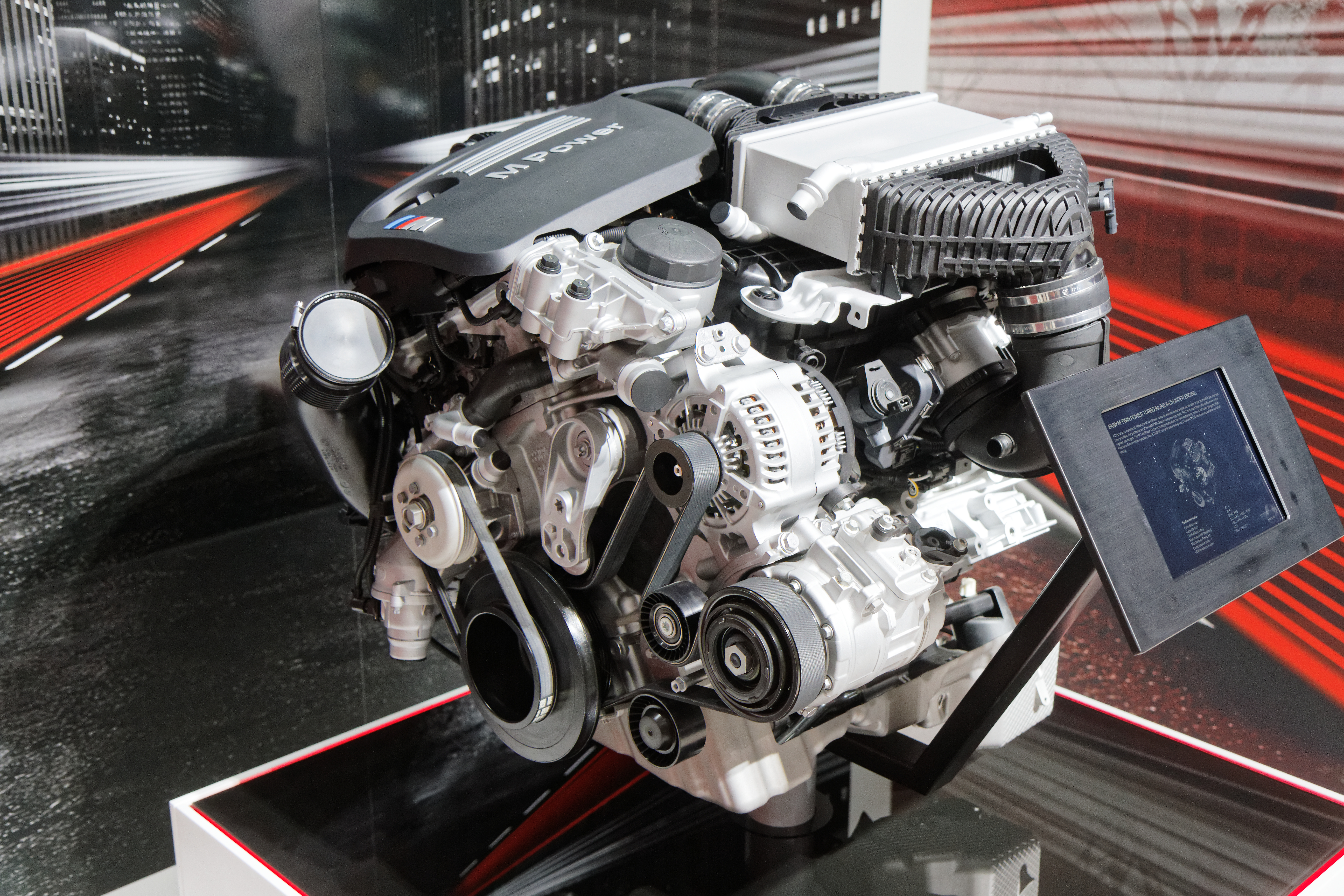
Vista a "nudo" del motore S55

Alcune altre caratteristiche, che paiono anch'esse derivate dall'unità N55, hanno invece beneficiato di una riconfigurazione con parametri specifici per le alte prestazioni richieste dal propulsore. È il caso del sistema di alimentazione ad iniezione diretta, della distribuzione bialbero in testa, del sistema di fasatura variabile su lato aspirazione e scarico, con variazione continua. Tra le novità più tangibili va senz'altro citato il basamento di nuova progettazione e che prevede la configurazione closed-deck per ottenere una maggior rigidità della struttura. Inoltre, l'albero a gomiti è in acciaio fucinato, una tecnologia produttiva che consente di ridurre le masse in rotazione.

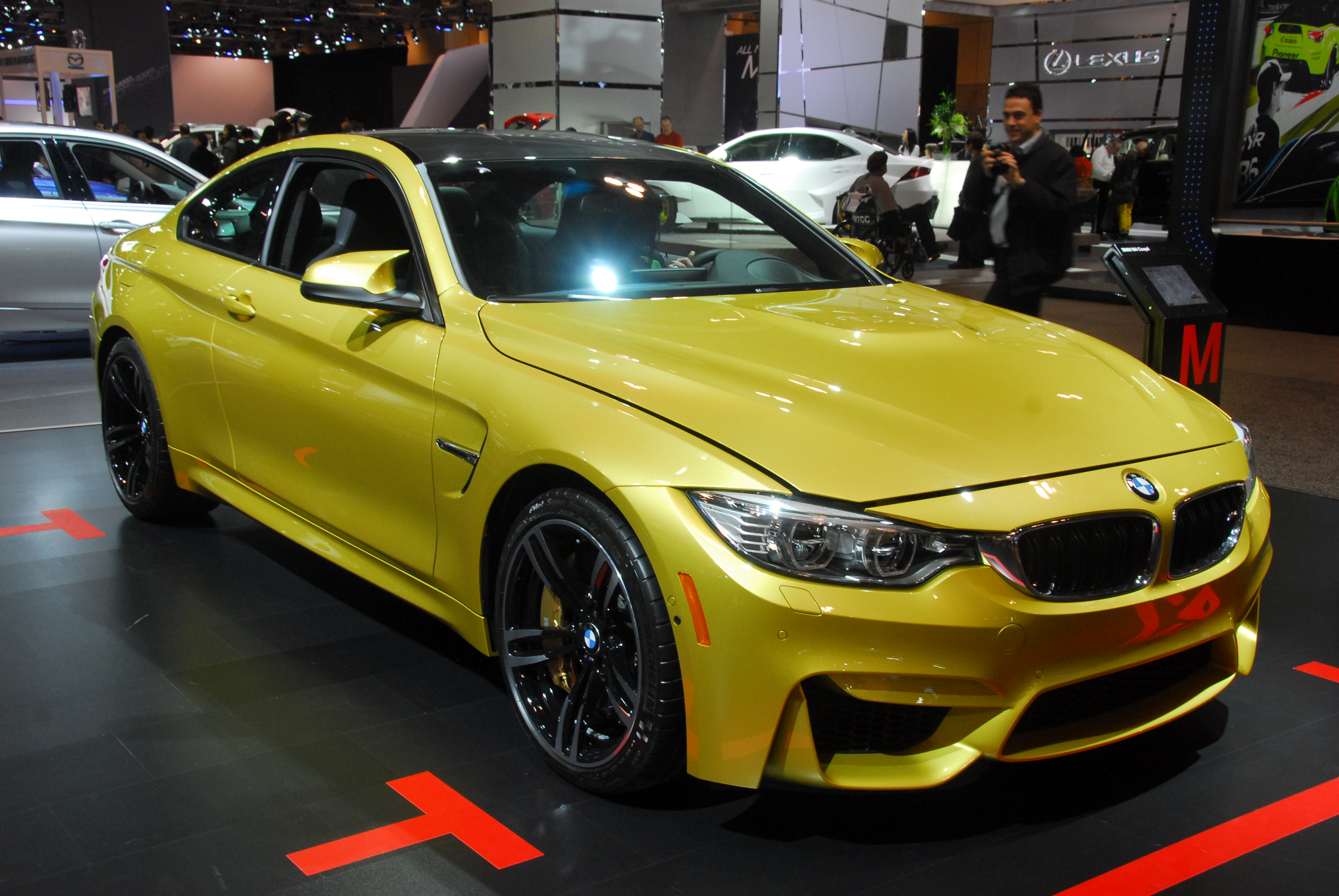
La M4 Coupé è una delle applicazioni del motore S55

Nuova e specificamente progettata è la coppa dell'olio realizzata in lega di magnesio, dotata tra l'altro di un sistema per trattenere il lubrificante durante le fasi di forte accelerazione. Specifici sono anche le bielle e i pistoni, questi ultimi rivestiti di un materiale anti-attrito denominato LDS, in maniera tale da consentire il raggiungimento di elevati regimi di rotazione senza rischi di compromissione dell'integrità del propulsore. Una delle più grandi novità portate dall'arrivo del motore S55 è stata la sovralimentazione, proposta per la prima volta nella BMW M3 e nella sua omologa a due porte, la M4. Due sono i turbocompressori utilizzati, entrambi di tipo mono-scroll. Essi sono stati progettati e configurati in maniera tale da ridurre al minimo il fenomeno del ritardo di risposta, il cosiddetto turbo-lag. Si tratta di fatto di una sovralimentazione di tipo bi-stadio, che prevede un turbocompressore più piccolo che renda meglio ai bassi regimi ed uno più grande che entri in funzione a regimi alti.
Grazie a queste caratteristiche, alla quali va aggiunto il valore del rapporto di compressione pari a 10,2:1, il motore S55 raggiunge prestazioni elevate e quantificabili in 431 CV di potenza massima fra 5500 e 7300 giri/min ed in 550 Nm di coppia massima tra 1850 e 5500 giri/min.

### Varianti derivate

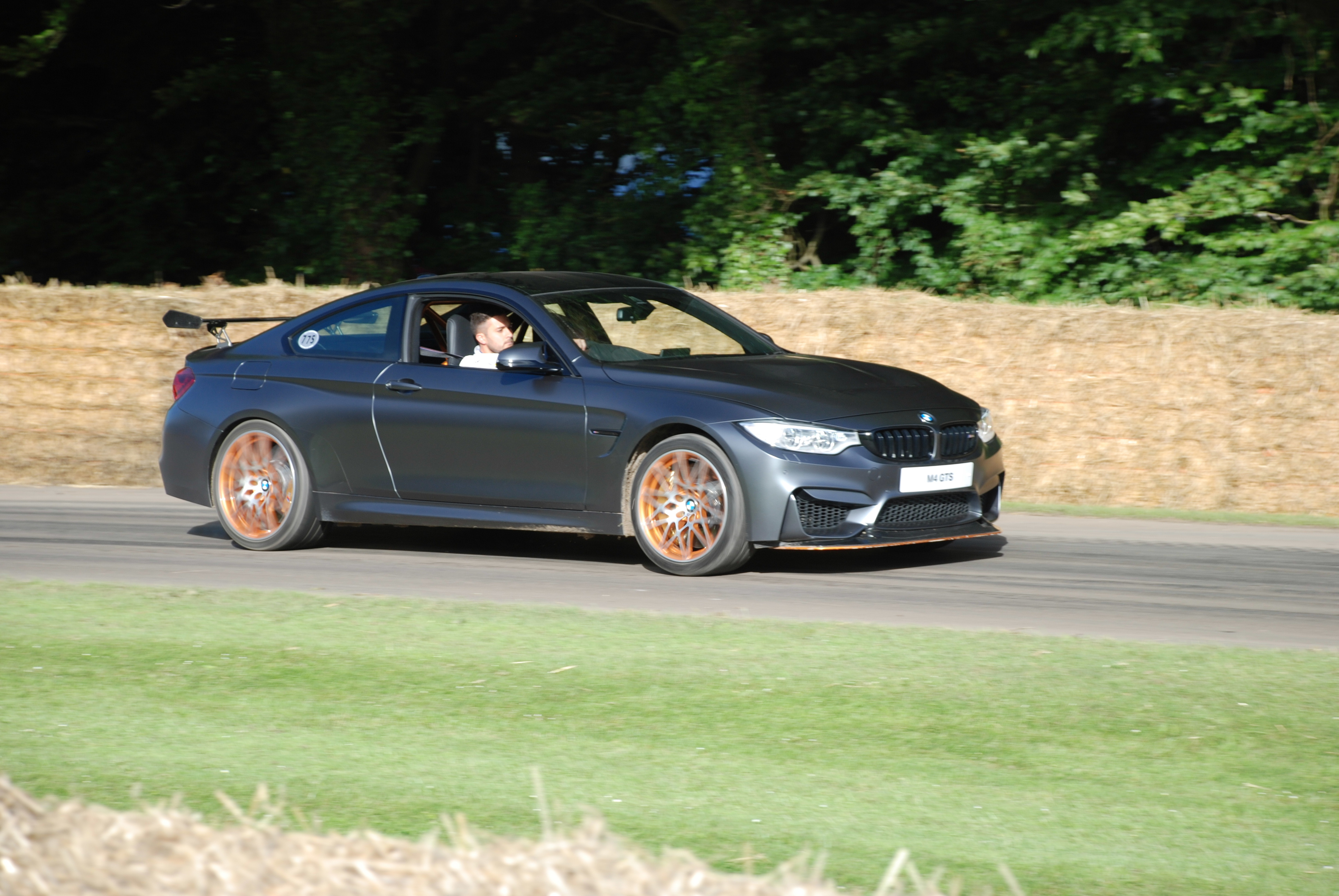
Una BMW M4 GTS al Goodwood Festival of Speed

A partire da tale unità sono state in seguito ricavate altre varianti, differenti fra loro per le caratteristiche prestazionali e per l'elettronica specificamente messa a punto. 

#### BMW M3 30 Jahre Edition e BMW M4 Competition
Circa un anno e mezzo dopo la sua introduzione, questo motore è stato proposto anche in una variante più performante, introdotta a partire dall'inizio del 2016 per celebrare i trent'anni dalla nascita della prima M3. Tale variante era caratterizzata dalla potenza innalzata a 450 CV ed è stata montata sotto il cofano della M3 Competition (01/2016–05/2018), M4 Competition (01/2016-05/2020) e della M3 30th Jahre Edition. In seguito, il range delle sue applicazioni si è esteso anche alla M2 CS, prodotta a partire dal marzo del 2020.

#### BMW M4 GTS
Del motore S55 è stata realizzata nel 2015 una terza variante, indicata anche con la sigla GTS in quanto va ad equipaggiare la BMW M4 GTS, una versione ancora più spinta della nota coupé tedesca ad alte prestazioni. La principale novità introdotta con questa nuova variante sta nel sistema di iniezione d'acqua prodotta dalla Bosch. In pratica, appositi iniettori spruzzano una nuvola di vapore acqueo nei collettori di aspirazione allo scopo di raffreddare la miscela aria/carburante in entrata, ma anche di diminuire la temperatura all'interno della camera di scoppio, e permettere così di aumentare la pressione di sovralimentazione senza il rischio di incorrere in fenomeni di detonazione anticipata causati dall'eccessiva temperatura che altrimenti si svilupperebbe. Tale soluzione permette inoltre di preservare l'affidabilità del propulsore anche a fronte di un sensibile aumento prestazionale. Infatti, grazie all'aumento della pressione di sovralimentazione, la potenza massima raggiunge ben 500 CV a 6250 giri/min, con un picco di coppia di 600 Nm a 4000 giri/min.

#### BMW M4 CS e BMW M3 CS
Infine, una quarta variante è stata introdotta a partire dal luglio del 2017, quando è iniziata la commercializzazione della M4 CS. In questa variante, la potenza viene portata a 460 CV a 6250 giri/min, mentre la coppia massima rimane la stessa della versione da 500 CV, ma disponibile in un range compreso fra 4000 e 5380 giri/min. Oltre che sotto il cofano della M4 CS, questo motore trova applicazione anche sotto il cofano della M3 CS, già annunciata dalla Casa bavarese, ma in listino solo a partire dal marzo 2018.

#### BMW M2 Competition

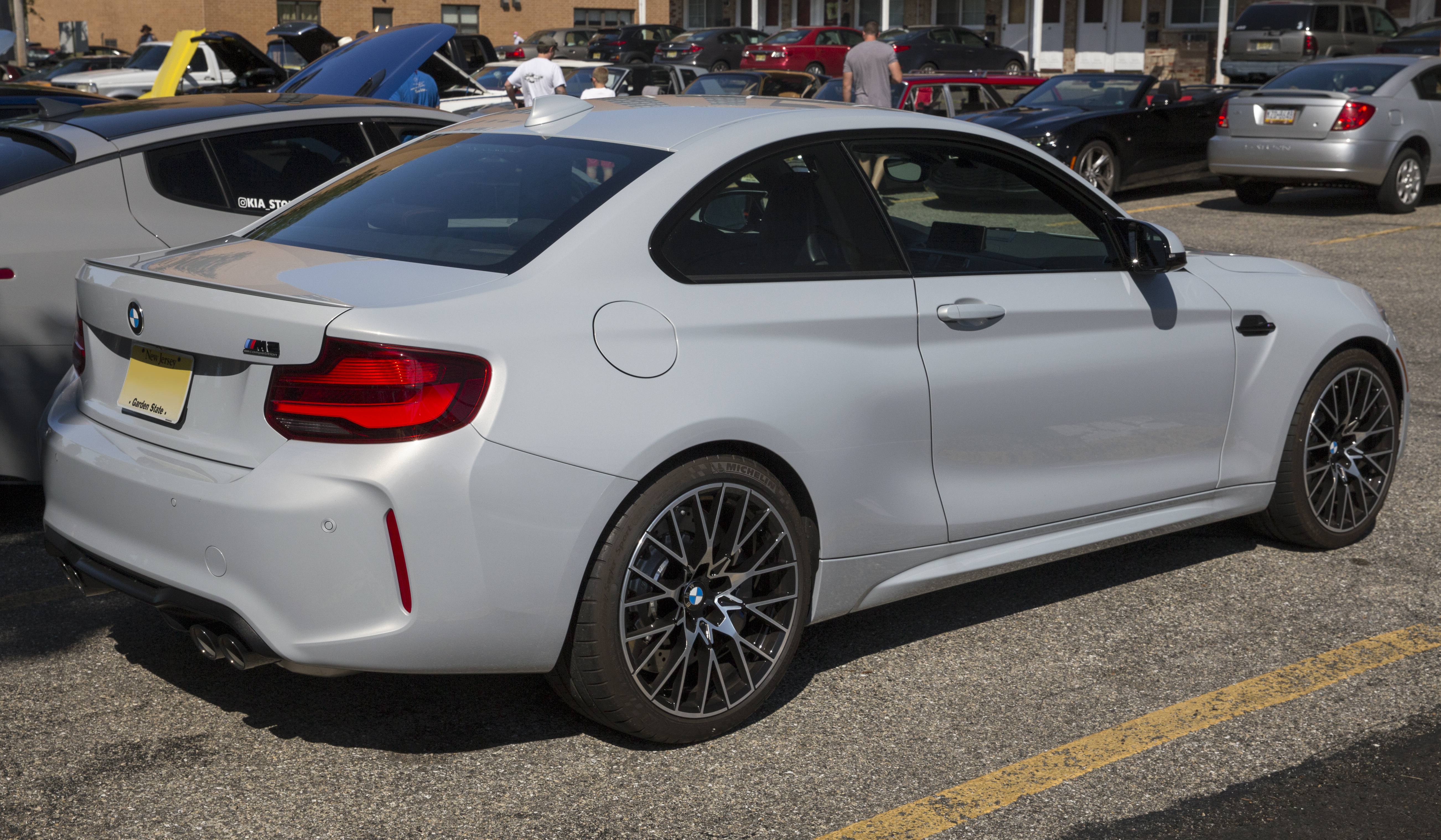
Una M2 Competition, che monta il motore S55 da 410 CV

A partire da Aprile 2018, BMW presenta un'evoluzione della BMW M2: la BMW M2 Competition. Il modello competition sostituisce il precedente e ne segna un netto distacco per via di numerose modifiche, tra cui l'utilizzo di una versione modificata del propulsore S55. Dai 431 CV si è scesi ad appena 410 CV costanti tra 5250 e 7000 giri/min. Mentre la coppia motrice rimane stabile a 550 Nm costante tra 2350 a 5230 giri/min. Questo le consente di limitare di un decimo di secondo lo scatto da fermo a 100 km/h, che scende a 4.2 secondi (4.4 con il manuale a 6 rapporti).
La velocità massima è limitata a 250 km/h che sale a 280 km/h (sempre limitati) con l’adozione del BMW M Driver’s Package.
Il 6 cilindri 3.0 litri BMW M TwinPower Turbo S55 che equipaggia le BMW M3 e BMW M4 non è stato trapiantato “tout-court” all’interno del vano motore della BMW M2, ma ha subito alcuni affinamenti importanti.
Prima di tutto abbiamo una linea di scarico specifica, progettata ex-novo che utilizza sempre il sistema di controllo delle valvole “anti-rumore” per cambiare timbro quando è necessario. Una diversa logica di gestione della ECU si associa all’adozione di un Filtro Anti Particolato che BMW chiama Otto Particulate Filter (OPF) in grado di garantire le normative Euro6d-Temp per la BMW M2 Competition.
Il sistema di lubrificazione è stato ripreso dalle BMW M impegnate nel Motorsport con il medesimo propulsore, mentre il sistema di raffreddamento è mutuato integralmente dalla BMW M4 con Competition Package. Quindi la BMW M2 Competition utilizza sistemi di raffreddamento e lubrificazione “pronto corsa” derivate dall’esperienza BMW Motorsport.
Ad esempio, una paratia supplementare della coppa dell’olio aiuta a limitare il movimento dei lubrificanti quando l’auto cambia improvvisamente direzione. Sotto estrema accelerazione e decelerazione longitudinale, una pompa di estrazione dell’olio ed un sofisticato sistema di ritorno dell’olio situati vicino al turbocompressore contribuiscono anche a mantenere una circolazione dell’olio ininterrotta. Pertanto, l’olio viene fornito continuamente a tutti i componenti del motore in tutte le situazioni di guida, sia durante la guida quotidiana o durante la guida impegnativa in pista.
Se la BMW M2 Competition è equipaggiata con la trasmissione doppia frizione a 7 rapporti, è previsto un ulteriore radiatore dell’olio per la trasmissione.